# Пацці

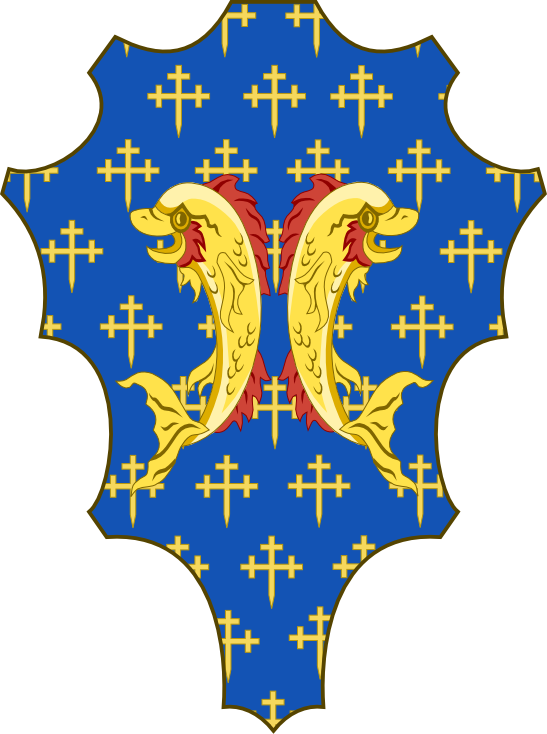
Герб роду Пацці

Пацці (італ. Pazzi) — видатний дворянський флорентійський рід, що існував наприкінці XV століття.
Спочатку жили у своїх володіннях в долині Арно, потім оселилися у Флоренції, де здобули популярність змовою проти Лоренцо і Джуліано Медічі у 1478 році. Причиною цього були заздрість дому Медічі, чия могутність швидко зростала, помста за забрану спадщину і суперництво в банкових справах. Папа Сікст IV, підмовлений проти Медічі своїм племінником Джіроламо Ріаріо, дав згоду на підготовлення у Флоренції державного перевороту; Франческо Сальвіаті, архієпископ Пізи, Якопо Браччоліні, Бернардо Бандіні та ін. взяли участь у змові. Приїзд молодого кардинала Рафаеля Ріаріо, онука папи, був сигналом повстання. План побиття Медічі на віллі Моцца не вдався. Тоді вибрали день, в який кардинал буде присутній на служінні в соборі. Під час літургії Франческо Пацці та Бандіні вбили Джуліано; пораненому Лоренцо вдалося врятуватися в ризниці. Архієпископ хотів оволодіти Palazzo dei comuni, але був схоплений; спроба Якопо Пацці залучити народ на бік змовників не мала успіху. Деякі з останніх були схоплені в місті, деякі під час втечі, і повішені на вікнах Palazzo dei comuni. З Пацці залишився в живих один Гульєльмо, зять Медічі. Кардинал Ріаріо був захищений Лоренцо від люті народу. Змова накликала на Флоренцію інтердикт і була причиною війни з папою і неаполітанським королем, яка закінчилась у 1479 році. Поліціано написав історію змови, Альф'єрі виклав її в драматичній формі.

## Представники
- Марія Магдаліна де Пацці — католицька свята, черниця-кармелітка.
- Франческо Пацці — прославився завдяки змові проти Лоренцо Прекрасного.